# 小行星4882
小行星4882（4882 Divari）是一颗绕太阳运转的小行星，为主小行星带小行星。该小行星于1977年8月21日发现。

## 轨道参数
小行星4882的轨道半长轴为2.4858963 UA，离心率为0.101。